# Ferrovia Cañuelas-Las Flores-Olavarría
La ferrovia Cañuelas-Las Flores-Olavarría (Ramal Cañuelas-Las Flores-Olavarría in spagnolo) è una linea ferroviaria argentina che attraversa il centro della provincia di Buenos Aires e forma parte della rete General Roca.
Forma parte della linea a lunga distanza Buenos Aires-Bahía Blanca ed è gestita dalla compagnia statale Trenes Argentinos Operaciones.